# Manfred Frank (Politiker)
Manfred Frank (* 2. November 1929 in Grimmelsberg; † 18. Juni 2003) war ein deutscher Politiker (SPD). Er gehörte von 1975 bis 1979 sowie vom 4. November 1980 bis 1987 dem schleswig-holsteinischen Landtag an.

## Leben und Beruf
Nach der Mittleren Reife arbeitete Frank als Gastwirt und Kaufmann.

## Partei
Frank trat im Jahr 1959 der SPD bei. Er wurde 1960 zum Vorsitzenden des SPD-Ortsvereins Seedorf gewählt, war von 1964 bis 1978 Vorsitzender des SPD-Kreisverbands Bad Segeberg und seit 1980 Schatzmeister des Verbands.

## Abgeordneter
Frank war seit 1959 Ratsmitglied der Gemeinde Seedorf, wurde 1962 in den Kreistag des Kreises Segeberg gewählt und war dort in den Jahren 1963 bis 1970 Vorsitzender der SPD-Fraktion. Dem Landtag Schleswig-Holstein gehörte er von 1975 bis 1979 sowie vom 4. November 1980, als er für den ausgeschiedenen Abgeordneten Karl Heinz Luckhardt nachrückte, bis 1987 an. Im Landtag war er Mitglied des Ausschusses für Jugendfragen sowie Mitglied des Agrar- und Umweltschutzausschusses.

## Öffentliche Ämter
Frank amtierte seit 1962 als Bürgermeister der Gemeinde Seedorf.

## Ehrungen
- Freiherr-vom-Stein-Medaille des Landes Schleswig-Holstein
- Verdienstkreuz am Bande
- Deutsches Feuerwehr-Ehrenkreuz in Silber, 1971
- Bundesverdienstkreuz I. Klasse, 1985